# 埃格勒尼
埃格勒尼（法語：Égleny，法語發音：[eɡləni]）是法国勃艮第-弗朗什-孔泰大区约讷省的一个市镇，属于欧塞尔区。

## 地理
埃格勒尼（47°48'29"N, 3°21'57"E）面积8.02 平方千米，位于法国勃艮第-弗朗什-孔泰大區约讷省，该省份为法国中北部内陆省份，西接卢瓦雷省，西北接塞纳-马恩省，南至涅夫勒省，东临科多尔省，东北与奥布省接壤。
与埃格勒尼接壤的市镇（或旧市镇、城区）包括：兰德里、博瓦尔、梅里拉瓦莱、托隆河畔普瓦伊、圣莫里斯勒维埃耶、勒瓦勒多克尔。

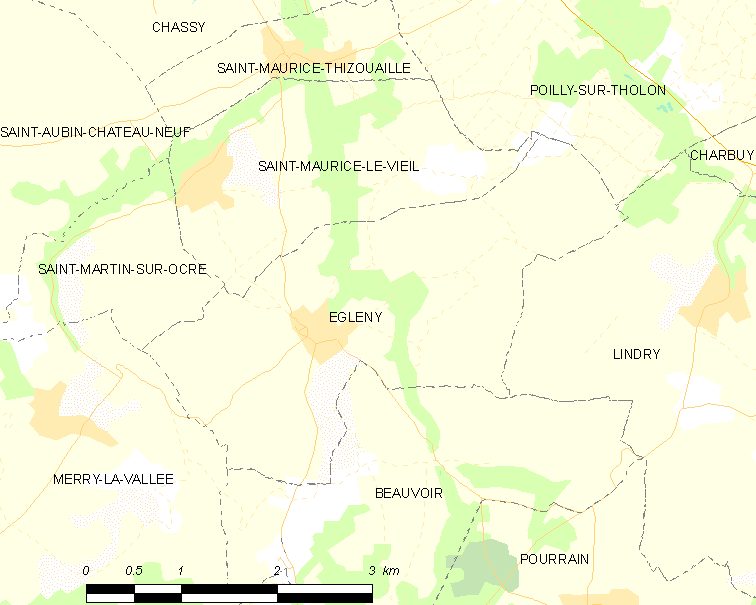
埃格勒尼的OSM定位图

埃格勒尼的时区为UTC+01:00、UTC+02:00（夏令时）。

## 行政
埃格勒尼的邮政编码为89240，INSEE市镇编码为89150。

## 政治
埃格勒尼所属的省级选区为皮赛中心县。

## 人口

1962-2008年间埃格勒尼人口变化图示

埃格勒尼于2022年1月1日时的人口数量为451人。